# Qeqqata
Qeqqata (grónsky Qeqqata Kommunia, Střední Grónsko) je kraj v Grónsku. Byl založen 1. ledna 2009 během reformy správních jednotek. Pojmenován je podle své polohy v středozápadní části země.
V lednu 2016 žilo v Qeqqatě 9 380 obyvatel. S rozlohou 115 500 km² je po jižním kraji, Kujallequ, druhou nejmenší správní jednotkou Grónska.[zdroj?] Administrativním centrem oblasti je Sisimiut. V Qeqqatě se nachází 8 trvale obydlených osad, takže je to kraj s nejméně trvale obydlenými osadami v celém Grónsku. Ze všech obyvatel Qeqqaty žije téměř 86 % v Sisimiutu nebo Maniitsoqu.

## Osady a města v Qeqqatě
1. Sisimiut (5 483 obyvatel)
2. Maniitsoq (2 609 obyvatel)
3. Kangerlussuaq (517 obyvatel)
4. Kangaamiut (304 obyvatel)
5. Atammik (205 obyvatel)
6. Sarfannguit (114 obyvatel)
7. Napasoq (78 obyvatel)
8. Itilleq (70 obyvatel)